# Pelatge palomino

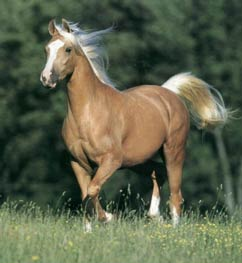
Cavall amb capa palomino.

El palomino és una capa equina de color ocre daurat amb les crineres i cua de color blanc argentat, característica de les races americanes. El mantell daurat amb crineres i cua blanques és una herència que procedeix del cavall espanyol, que també és present esporàdicament a les races American Quarter i Saddlebred. El gen crema és el que ocasiona aquesta capa. És un gen dominant incomplet, el que significa que quan hi ha un sol al·lel (heterozigòtic) causa la desaparició de prop del 50% del pigment vermell (feomelanina), diluint lleugerament la capa alazana i originant el color ocre daurat.
Tenint en compte que “ee” correspon al pelatge alatzà i “Cr” a la dilució crema simple, la fórmula genètica d'un cavall palomino és “eeCr”.
Encara que no es considera una raça en sentit estricte, en Estats Units és un mantell molt popular i té una associació dedicada a la seva conservació, la American Palomino Horse Association, que registra els individus que presenten aquesta característica genètica. Però perquè un individu sigui registrat ha d'estar present en un registre de raça com el del Quarter Horse, el cavall àrab, espanyol o pura sang.